# Bordonaro
Bordonaro (Buddunaru in dialetto messinese) è un villaggio di Messina facente parte della Circoscrizione III, situato 4 km a sud-ovest del centro città.
Situato nella vallata del torrente Bordonaro, oggi parzialmente coperto, negli ultimi anni ha conosciuto un notevole incremento demografico passando dai 3.000 abitanti del 1995 ai quasi 9.000 del 2018.

## Origini del nome
Il termine siciliano "bburdunaru" può essere usato come sinonimo di "mulettiere" e "conduttore di animali da soma", ma nello specifico indica "colui che dietro compenso conduce, mantiene e custodisce i bardotti", e cioè gli ibridi concepiti dall'unione di un'asina con un cavallo. Il nome deriverebbe da questa particolare categoria di allevatori o potrebbe aver attinto dal cognome di qualche famiglia che aveva possedimenti e attività artigianali o economiche nella zona.
Il vocabolo ricalca perfettamente il termine latino "burdonarius", ovvero "colui che conduce le bestie da soma". In realtà deriverebbe da bardone che portavano gli asini quando portavano il grano dalla città ai mulini di Bordonaro i quali erano molto fiorenti.

## Monumenti e luoghi d'interesse

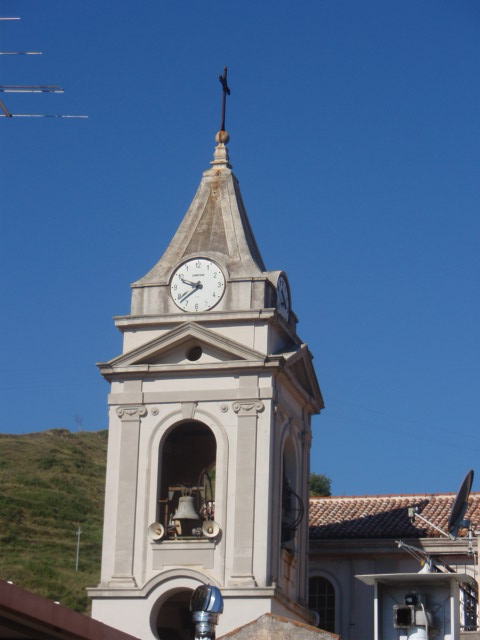
Campanile della chiesa Santa Maria delle Grazie

La chiesa principale, "Santa Maria delle Grazie" è situata al centro del paese. All'interno sono custodite numerose opere recuperate dopo il sisma del 1908 dall'antica parrocchiale, posta dirimpetto alla costruzione attuale sull'opposta sponda del torrente. Oltre alla quattrocentesca statua della Madonna delle Grazie di Antonello Gagini (1496) figurano infatti diversi altari e un pergamo sette-ottocenteschi, una tavola settecentesca della Madonna della Lettera, patrona di Messina, nonché diverse tele otto-novecentesche raffiguranti la Madonna dell'Idria, la Sacra Famiglia, la Madonna del Rosario, la Circoncisione, la Madonna del Rosario, I santi Pietro e Paolo, San Gioacchino e Sant'Anna, il Sacro Cuore di Gesù, La Crocifissione, e la Madonna delle Grazie. Patrono del villaggio è San Pantaleone medico e martire patrono della comunità dal 1812. La parrocchia è ricca di arredi sacri come argenti, paliotti, tovaglie, ed ex voto. Ci sono inoltre tre statue rivestite in argento opera degli argentieri messinesi, raffiguranti San Pantaleone il santo patrono; la Madonna delle Grazie, la titolare, e San Giuseppe.
Nella centrale piazza Semiramide figura il monumento in marmo bianco ai caduti. La piazza era un tempo occupata da una fontana di fattura tardo ottocentesca in muratura sormontata da una piccola statua bronzea di Afrodite ai bagni, ora collocata in uno slargo assai vicino alla sede originaria.
A Bordonaro Superiore, la parte dell'abitato che meglio ha conservato i caratteri originari dell'insediamento tipicamente rurale, si trova la piccola chiesetta di S. Nicola, di origine quattrocentesca.

## Società

### Tradizioni e folclore
Bordonaro festeggia ad anni alterni la Madonna delle Grazie e San Pantaleone, le cui statue argentee vengono portate in processione nel mese di luglio.
La manifestazione folcloristica più importante del villaggio è la festa de 'U Pagghiaru, che si tiene annualmente il 6 gennaio.
La sua origine risale all'XI secolo ed è stata introdotta dai Padri Basiliani che portarono dalla lontana Armenia l'uso di festeggiare il Battesimo del Signore con riti solenni celebrati sotto l'albero a forma di capanna.
'U Pagghiaru viene rivestito di rami di corbezzoli che vengono messi attorno al tronco e con arance, limoni, mandarini e ciambelle di pane azzimo. La festa del Pagghiaru è unica in Sicilia ed anche a livello nazionale, non si celebra festa simile in nessun altro posto.
Per la sua singolare caratteristica ogni anno richiama migliaia di persone che assistono a tale rito, anche perché si conserva la tradizione dello sparo della pantomina de 'u cavadduzzu e l'omu sabbaggiu. Santino Villari cultore delle tradizioni del villaggio ha pubblicato un libro sulla storia di Bordonaro e sulla devozione a San Pantaleone tramandata dai monaci basiliani che a Bordonaro vissero e operarono. (Alle mie radici anno 2016).

## Geografia antropica
Alle vecchie case che costituivano il centro abitato di Bordonaro, si sono aggiunti numerosi complessi edilizi e residence che hanno cambiato la fisionomia del villaggio, rendendolo molto più simile ad un sobborgo periferico. La massiccia urbanizzazione ha coinvolto anche la cosiddetta "Collina del Calvario".